# Bruno Vasconcelos
Bruno Vasconcelos (Cantanhede, 27 de abril de 1981) é um cantautor, compositor, multi-instrumentista e produtor português.

## Biografia
Natural do distrito de Coimbra, aos 14 anos, começou a tocar guitarra e a escrever as primeiras músicas em bandas que criava com amigos de escola. Em 2000 mudou-se para Lisboa para estudar. 
Em 2005 começou a idealizar a banda The Guys From The Caravan, que tem o seu primeiro e único disco editado em 2008. O disco foi produzido por Flak (Rádio Macau), com quem Bruno Vasconcelos cria uma relação estreita e passa a ter uma presença quase permanente no estúdio do Olival (Lisboa). 
Seguem-se alguns anos de estreita colaboração com Flak, com quem tem a oportunidade de trabalhar em estúdio e arranjos para Rádio Macau, Jorge Palma (disco "Com todo o respeito"), GNR (co-produz o disco "Voos Domésticos") e Micro Audio Waves (ao vivo). 
Em 2010, juntamente com Jorge Ferreira, lança um novo projecto, os Pinto Ferreira, com o single "Violinos no Telhado" (Sony Music). 
Em 2011 colabora com Fred Ferreira na gravação de Lúcia Moniz para o disco "Fio de Luz", para o qual co-compõe uma música. 
Nesse mesmo ano grava com Nuno Figueiredo (de Virgem Suta) um projecto que viria a chamar-se Ultraleve, do qual sai o single "A Chata". Foi um tema que gozou de muito airplay. O longa duração homónimo, "Ultraleve", acabaria por ser nomeado para um Grammy Latino, na categoria de Melhor Disco de Pop Contemporânea. À época, foi a segunda vez que um artista português recebia uma nomeação para os prémios Grammy Latinos.
Em 2012 foi convidado por Nuno Rafael para arranjar e compor a banda sonora da série televisiva da RTP "Odisseia", com Bruno Nogueira e Gonçalo Waddington, dirigida por Tiago Guedes. 
A colaboração com Nuno Rafael continuou na composição e arranjos de música para produções de teatro como "Tiro e Queda" (Eduardo Madeira e Manuel Marques), "O Filho da Treta" (José Pedro Gomes e António Machado) e "Casal da Treta" (José Pedro Gomes e Ana Bola).
Ainda em 2012 produziu o primeiro de disco de Gonçalo Bilé, editado pela Sony Music.
Em 2016 viajou para Boston para um hiato de 6 meses, onde surgiram as primeiras canções que viriam a integrar o disco de um novo projeto a solo, que batizou de Beato.
Bruno Vasconcelos conta com duas participações no Festival da Canção. Em 2017 produziu o tema "Gente Bestial"  de Nuno Figueiredo, que chegou à Final na edição que viria a ser ganha por Salvador Sobral. No ano seguinte, interpretou "Austrália", com música de Nuno Rafael e letra de Samuel Úria
Em 2019 começou a trabalhar com a música portuense Elvira na preparação do disco de estreia. Da colaboração resultaram, para já, dois singles: uma nova versão para "Sonho Azul" e o inédito "Foi Sem Querer".
Em 2021, Bruno Vasconcelos edita os primeiros singles como Beato, "À Beira-Mar" e "Com Justa Causa", pela Valentim de Carvalho. Em 2022 dá a conhecer um terceiro inédito, "Assim na terra, como no céu".

## Discografia

### Com Beato[16]
- À Beira-Mar (single, 2021)
- Com Justa Causa (single, 2021)
- Assim na terra, como no céu (single, 2022)
- Nem te vi, feat. Joana Barra Vaz (single, 2023)
- Bonança (álbum, 2023)

### Bandas
- The Guys From The Caravan[17] - Just Kiss Me (single, 2008)
- The Guys From The Caravan[17] - Noah's Ark of Pain (álbum, 2008)
- Pinto Ferreira - Pinto Ferreira (álbum, 2009)
- Ultraleve[18] - A Chata (single, 2013)
- Ultraleve[18] - Ultraleve (álbum, 2013)
- Ultraleve[18] - Harakiri (single, 2019)

### Participação no RTP Festival da Canção
- Produção de "Gente Bestial"[8] (2017)
- Interpretação de "Austrália" [11] (2018)

## Teatro

### Composição e arranjos de música
- "Tiro e Queda"[4] com Eduardo Madeira e Manuel Marques (2015)
- "O Filho da Treta"[5] com José Pedro Gomes e António Machado (2016-2018)
- "Casal da Treta"[6] com José Pedro Gomes e Ana Bola

## Televisão
- Banda sonora original para a série da RTP "Odisseia", com Bruno Nogueira e Gonçalo Waddington, dirigida por Tiago Guedes (2013)

## Cinema
- Banda sonora original para a curta metragem "Monte Clérigo", dirigida por Luís Campos (2023)